# 崔满麟
崔满麟（：／ Choi Man-lin，1935年10月3日—2020年11月17日），韩国抽象雕塑家。

## 生平
1935年生于京城府。本贯水原崔氏。1958年毕业于首尔大学美术系，同年完成抽象雕塑处女作《夏娃》。1958年至1961年，在首尔中央广播电台担任播音员。1963年首尔大学研究生毕业，1967年至2001年，担任首尔大学雕塑系教授。1997年至1999年，担任国立现代美术馆馆长。2014年获授银冠文化勋章。2019年，他在首尔城北区贞陵洞的工作室被改建为美术馆，2020年正式开馆。2020年11月17日逝世。